# Kenny Kirkland
Kenneth David Kenny Kirkland (New York, 1955. szeptember 28. – New York, 1998. november 12.) amerikai billentyűs/zongorista.

## Életpályája
1955-ben született Brooklynban New Yorkban. Hatévesen kezdett zongorázni, később a Manhattan School of Music hallgatója lett, ahol klasszikus zongorát, zeneelméletet és zeneszerzést tanult. Az 1970-es évek végétől számos művésszel játszott együtt billentyűs hangszereken, mint pl. Carla Bley, Michael Brecker, Chico Freeman, Kenny Garrett, Dizzy Gillespie, Billy Hart, Robert Hurst, Elvin Jones, Wynton Marsalis, Branford Marsalis, Delfeayo Marsalis, Lew Soloff, Miroslav Vitous, Jeff "Tain" Watts, John Scofield, Arturo Sandoval, Terence Blanchard.
Az igazi hírnevet  Sting lemezein való közreműködés hozta meg számára.

### Halála
Fiatalon, 1998-ban halt meg szívelégtelenségben.